# Palazzo Giustiniani

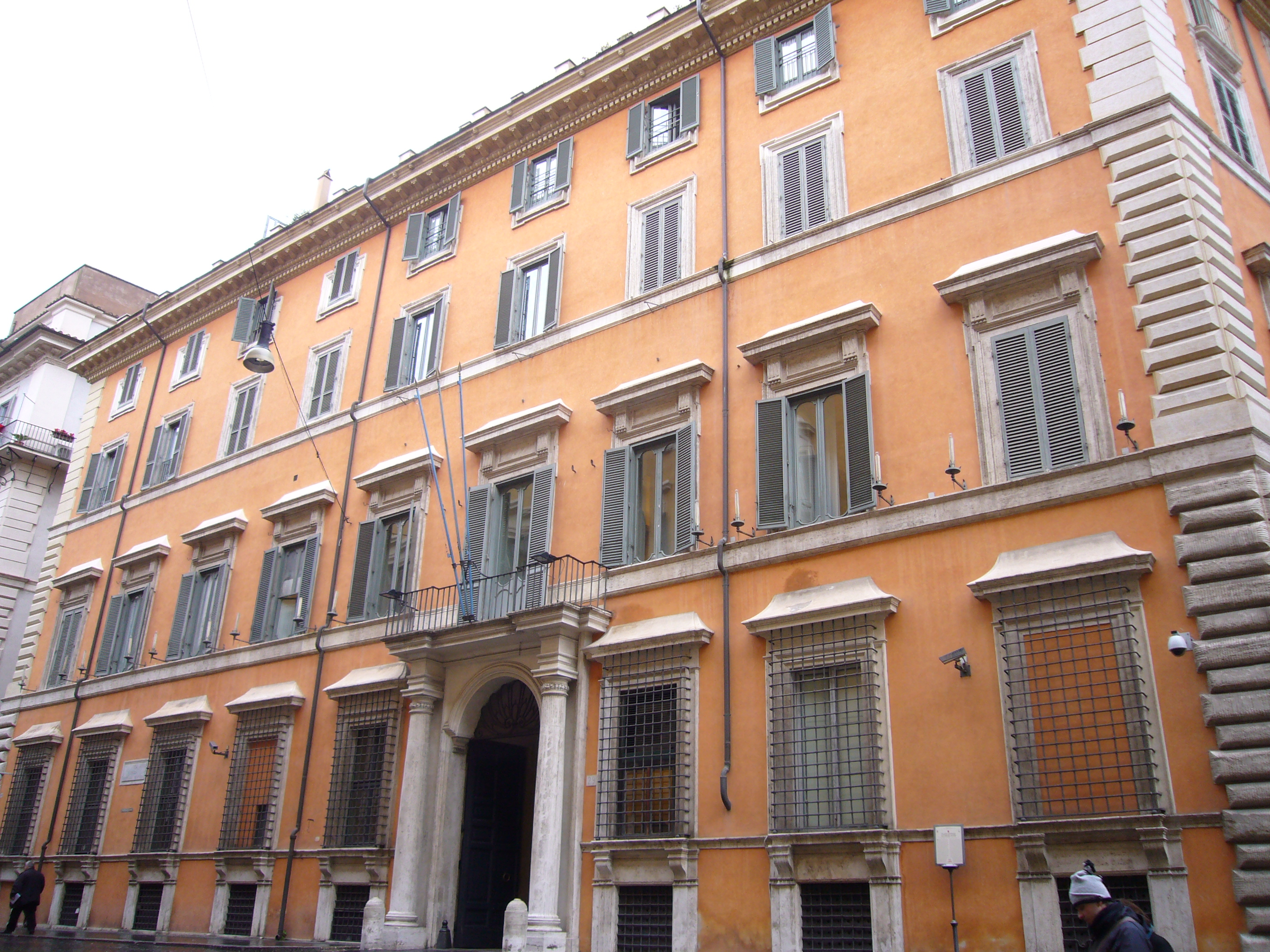
Palazzo Giustiniani

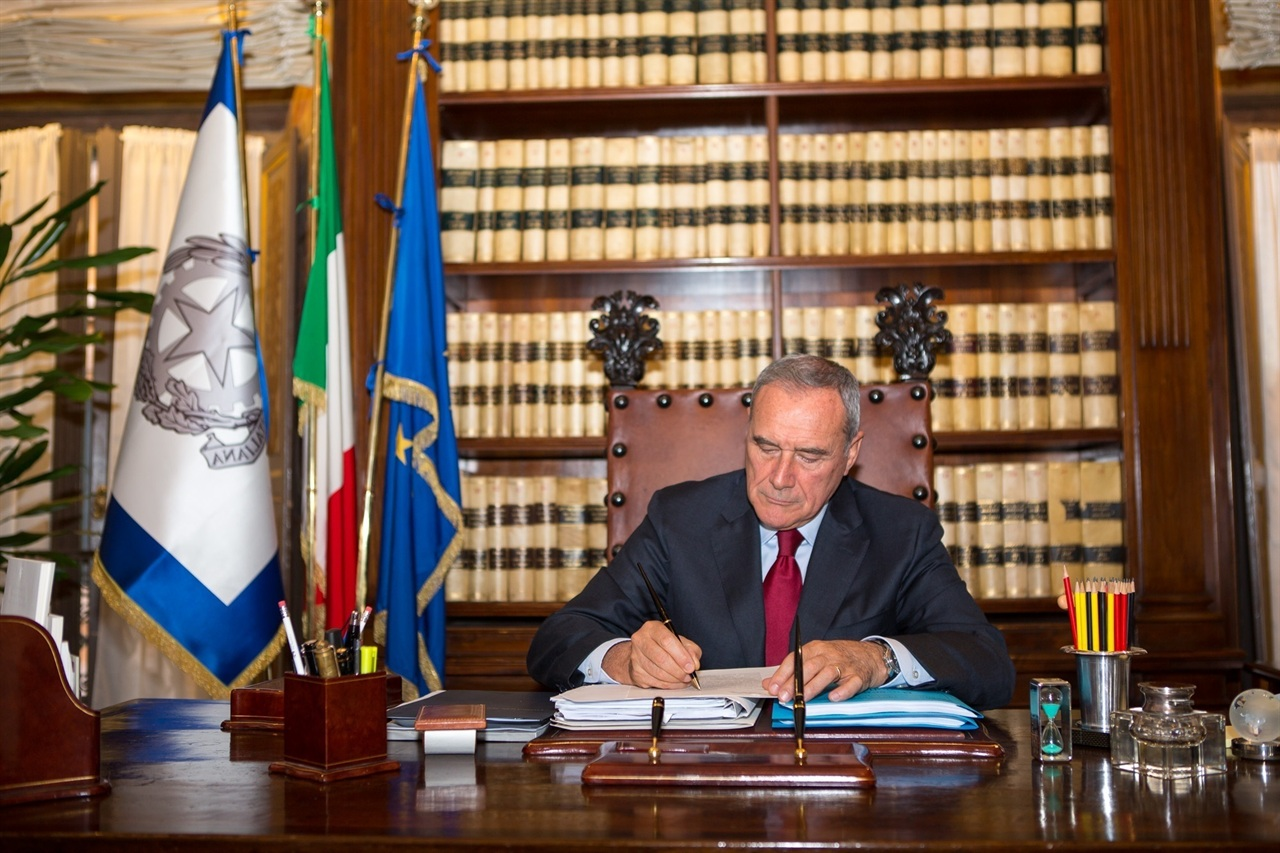
Senatspräsident Pietro Grasso als amtierendes Staatsoberhaupt im Januar 2015 in der Sala della Costituzione

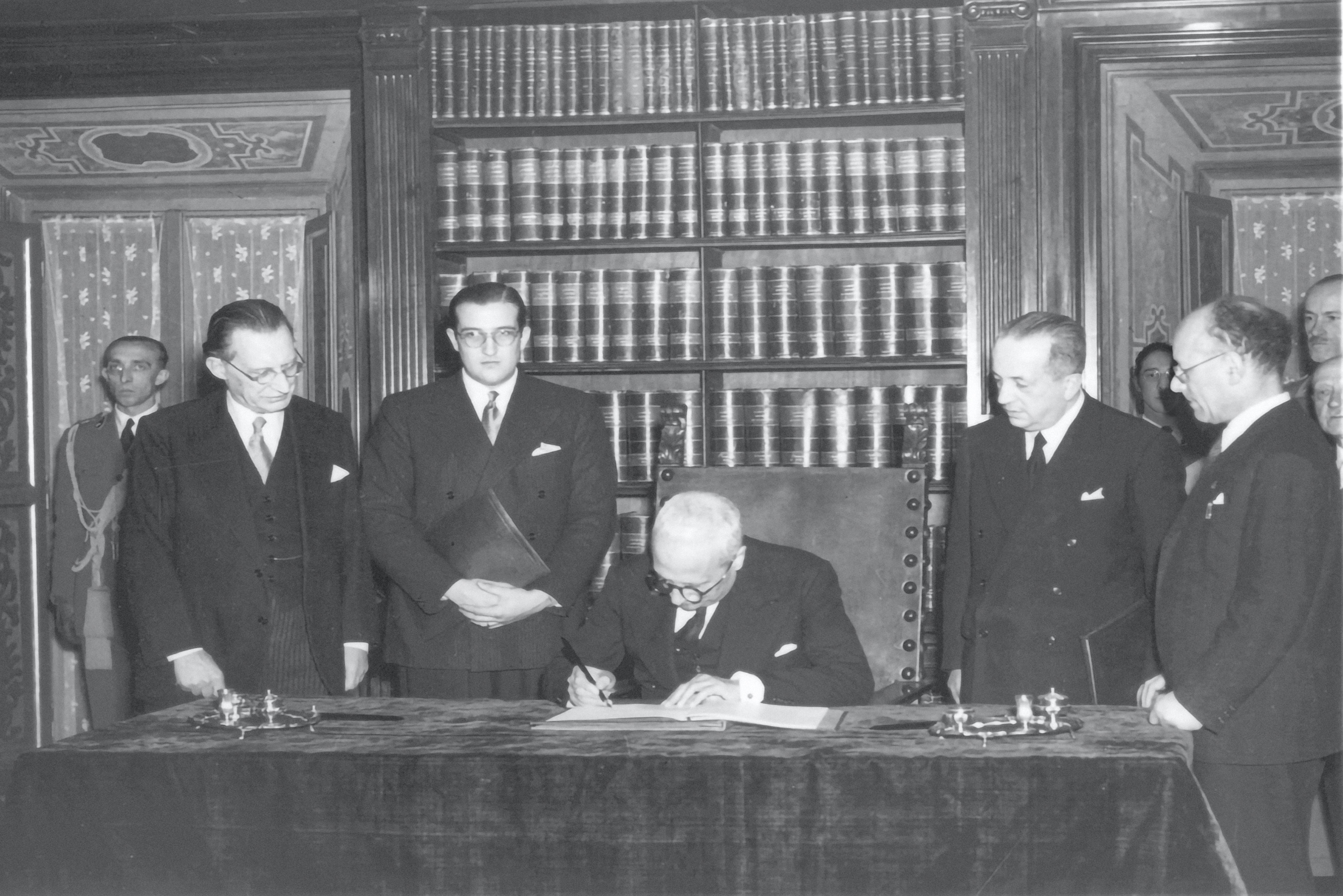
Ausfertigung der Verfassung am 27. Dezember 1947

Der Palazzo Giustiniani ist ein Stadtpalais in Rom. Er befindet sich in der Via della Dogana Vecchia im Stadtteil Sant’Eustachio. Im Palazzo Giustiniani hat der Präsident des italienischen Senats seine Residenz. Hier befinden sich auch die Büros der Senatoren auf Lebenszeit, der ehemaligen Präsidenten des Senats sowie einige Verwaltungsstellen des Senats. Von 1901 bis 1985 war der Palazzo Giustiniani auch Sitz der Großloge Grande Oriente d’Italia.

## Geschichte
Der Palazzo wurde Ende des 16. Jahrhunderts für Monsignore Francesco Vento gebaut, 1590 dann aber von Giuseppe Giustiniani erworben, der einer lange Zeit auf Chios ansässigen genuesischen Adelsfamilie entstammte. Dessen Sohn, Benedetto Kardinal Giustiniani, erwarb einige benachbarte Gebäude und damit einen zusammenhängenden Gebäudekomplex ganz in der Nähe des Pantheons. Der Bruder des Kardinals, Vincenzo Giustiniani, bereicherte diesen Familiensitz mit einer Kunstsammlung, die etwa 1.600 Statuen und Gemälde umfasste, darunter Werke von Giorgione, Tizian, Raffael und Caravaggio. Im Lauf der Zeit wurde der Palazzo mehrmals umgebaut oder modifiziert, insbesondere von dem Architekten Francesco Borromini.
Nachdem die Familie Giustiniani ausgestorben war, erwarb die Adelsfamilie Grazioli den Palazzo 1859 und vermietete ihn 1898 an den Grande Oriente d’Italia, der dort im April 1901 seinen Hauptsitz einrichtete. Benito Mussolinis faschistische Regierung, die sich schon früh gegen die Freimaurerei gestellt hatte, erwarb den Palazzo im Jahr 1926 und überließ ihn dem im benachbarten Palazzo Madama tagenden Senat. Die folgende Auseinandersetzung zwischen der Großloge und der Regierung legte man gütlich bei, indem man einen Teil des Gebäudes weiterhin den Freimaurern zugestand. 1938 wurde der Palazzo Giustiniani mit dem Palazzo Madama durch einen unterirdischen Gang verbunden, der auch heute noch genutzt wird. 1985 zog der Grande Oriente in die auf dem Gianicolo gelegene Villa del Vascello um; seit dieser Zeit gehört der Palazzo Giustiniani ganz dem italienischen Senat.
Der Palazzo Giustiniani war von 1946 bis 1948 Amtssitz des provisorischen Staatsoberhaupts Enrico De Nicola. Er wollte nach Abschaffung der Monarchie, auch wegen des vorläufigen Charakters seines Amtes, den Quirinalspalast nicht nutzen. Am 27. Dezember 1947 wurde in der Bibliothek des Palazzo Giustiniani von Enrico De Nicola die von der Verfassunggebenden Versammlung verabschiedete Verfassung der Italienischen Republik unterzeichnet. Dieser Raum wird seither Sala della Costituzione genannt und manchmal auch für Empfänge ausländischer Staatsgäste genutzt.

## Sonstiges
Übernimmt der Senatspräsident als Vizepräsident der Republik vorübergehend die (inländischen) Amtsgeschäfte des Staatspräsidenten, weil dieser verhindert ist oder sich im Ausland befindet, versehen Teile der Leibgarde des Staatspräsidenten (Corazzieri) ihren Dienst beim Amtssitz und bei der Residenz des Senatspräsidenten. 